# Valentín Suárez
Valentín Erundino Suárez (Gerli, Buenos Aires, 6 de enero de 1916 - Ciudad de Buenos Aires, 28 de octubre de 1993) fue un político y dirigente deportivo argentino. Presidió la Asociación del Fútbol Argentino (AFA) entre 1949 y 1953, de la cual fue interventor entre 1966 y 1967. Además fue un histórico dirigente del Club Atlético Bánfield siendo presidente en cinco periodos: 1960-1962, 1966-1968, 1972-1974, 1984-1985 y 1991-1993.

## Biografía

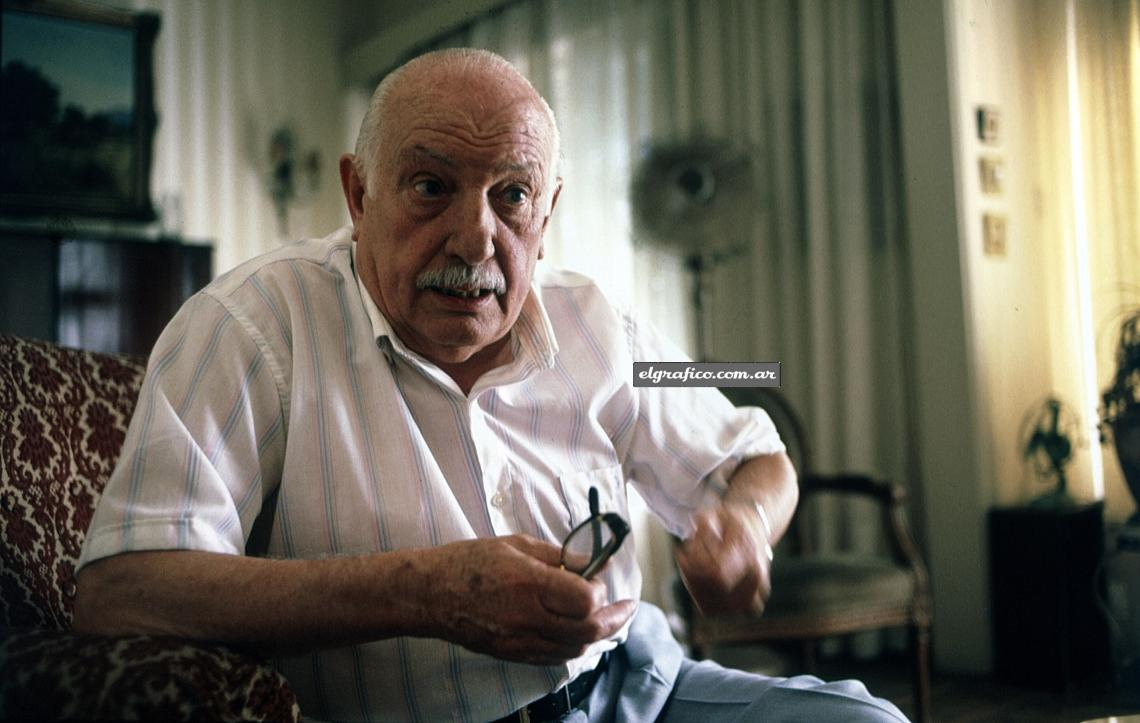
Valentín Suárez en una entrevista con El Gráfico en 1988.

Se inició en la administración pública como colaborador de la Primera dama Eva Perón, conocida como Evita, en la Secretaría de Trabajo y Previsión, en 1946. Suárez también fue colaborador de Evita en la Fundación Eva Perón entre 1949 y 1951. 
En 1949 fue designado por el gobierno nacional para hacerse cargo de la AFA y resolver el conflicto que mantenían los jugadores y dirigentes tras la huelga de futbolistas de 1948, cesando en dicho cargo en 1953 luego de ser reelegido en 1950 y 1951. 
En 1950, Suárez puso en marcha en la AFA un proyecto que buscaba afiliar a un club del interior por año, que se encontrara a no más de 800 kilómetros de distancia de la Ciudad de Buenos Aires y que contaran con una línea férrea cercana para el traslado, siendo incorporado en la Primera División B. Para la temporada de 1951 fue invitado el club Olimpo de Bahía Blanca para su afiliación, pero fue rechazada. Finalmente, para la temporada de 1952, el club Sarmiento de Junín fue afiliado e incorporado a la Primera B. Finalizado su mandato, el proyecto fue descontinuado.
Entre 1960 y 1962 desempeña su primer mandato como presidente del Club Bánfield.
En 1966, y hasta 1967, lo convoca el Presidente de facto general Juan Carlos Onganía para encargarle la intervención de la AFA. Antes de asumir reconoce que su vinculación con el peronismo había concluido mucho tiempo atrás. Suárez propuso desdoblar los torneos y darle participación a los clubes del Interior.  A partir de 1967 y hasta mediados de la década de 1980 se disputaron el Torneo Metropolitano y el Nacional en cada temporada.
Para la autodenominada Revolución Argentina de Onganía, Suárez también brindó sus servicios como delegado normalizador de la Confederación General del Trabajo de la República Argentina (CGT), cargo que retomó a principios de los años ochenta, durante la última dictadura militar que gobernó el país entre 1976 y 1983. De allí pasó a asesorar a la empresaria Amalia Lacroze de Fortabat, entonces dueña de la cementera Loma Negra, en la conformación del equipo de fútbol de la compañía, el Club Social y Deportivo Loma Negra, que compitió en los campeonatos de la AFA.
En 1991 Suárez retornó a las filas del peronismo y a la presidencia del Club Atlético Bánfield con el que logró el ascenso a la Primera División en 1993. Tras vivir unos años en Temperley, falleció en la Capital Federal el 28 de octubre de 1993 a los 77 años poco después de finalizar su mandato en el club.

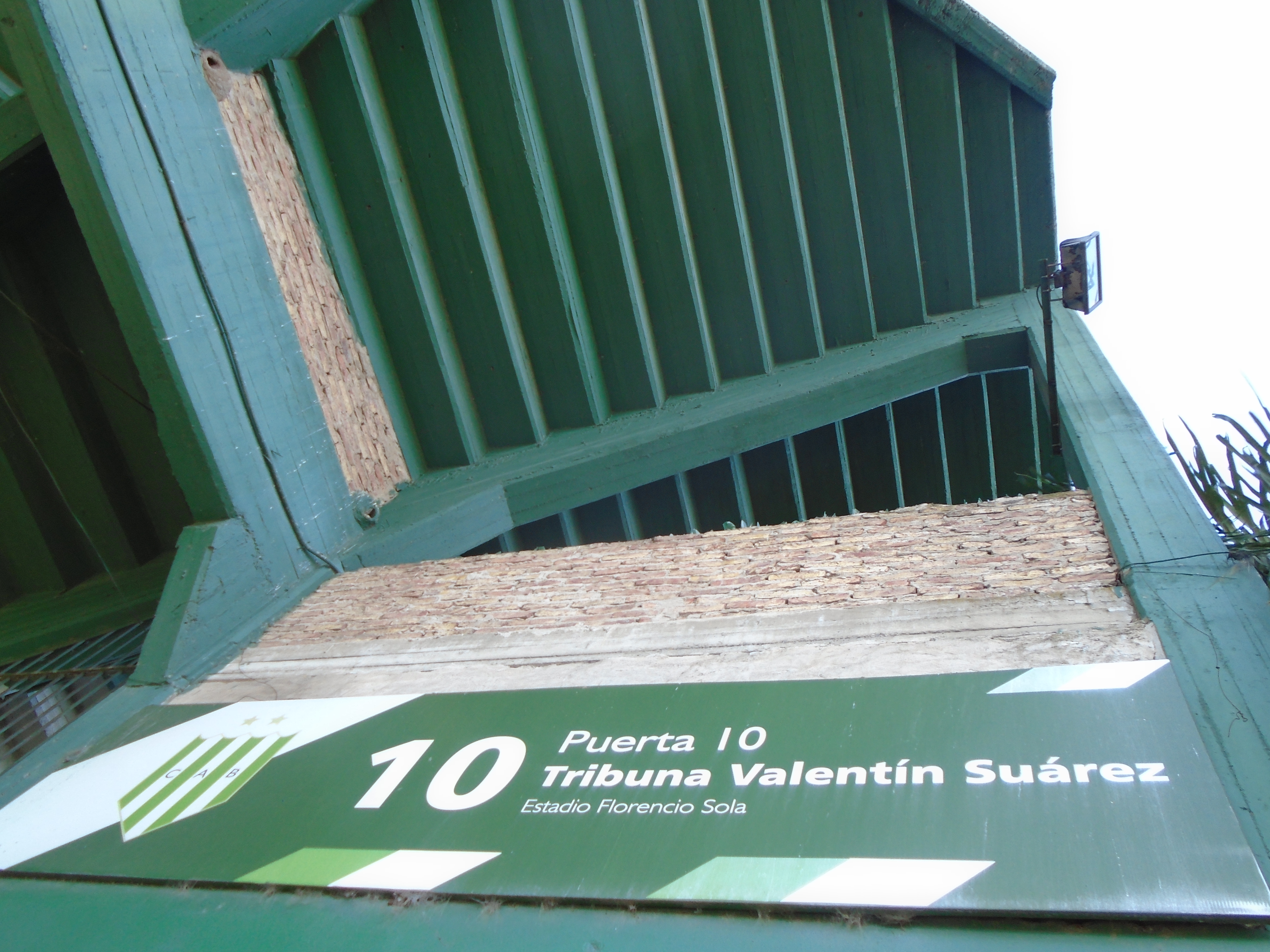
Acceso a la tribuna Valentín Suárez (estadio Florencio Sola, Banfield).

## Homenajes
Una de las tribunas del Estadio Florencio Sola, sede de Banfield, se llama Valentín Suárez en su honor.